# Stanley Cup 2015
La finale della Stanley Cup 2015 è stata una serie al meglio delle sette gare che ha determinato il campione della National Hockey League per la stagione 2014-15. Questa è la 122ª edizione della Stanley Cup. Al termine dei playoff i Tampa Bay Lightning, campioni della Eastern Conference, sfidarono i Chicago Blackhawks, vincitori della Western Conference. La serie iniziò il 3 giugno per poi concludersi eventualmente il 17 giugno. Il titolo della Stanley Cup fu vinto da parte dei Blackhawks per 4 a 2. I Blackhawks vinsero la loro sesta Stanley Cup, la terza in sei stagioni dopo quelle conquistate nel e 2010 nel 2013. Il difensore di Chicago Duncan Keith fu premiato con il Conn Smythe Trophy come miglior giocatore dei playoff.
I Tampa Bay Lightning conquistarono il fattore campo per la serie finale grazie ai 108 punti ottenuti in stagione regolare, contro i 102 dei Chicago Blackhawks. Questa fu la prima serie di playoff in assoluto fra le due franchigie. Per la prima volta dai playoff del 2000 entrambe le finali di Conference si conclusero a Gara-7, e sia i Tampa Bay Lightning che i Chicago Blackhawks furono in grado di vincere le sfide decisive giocando in trasferta. I Chicago Blackhawks vinsero il primo titolo in casa dal 1938 e per la prima volta dal 1951 le prime cinque gare della finale si conclusero con una sola rete di scarto.
I Tampa Bay Lightning diventarono la prima formazione nella storia della NHL capace di affrontare nei quattro turni di playoff altrettante formazioni Original Six e di sconfiggerne tre consecutivamente.

## Contendenti

### Tampa Bay Lightning
Per i Tampa Bay Lightning si tratta della seconda apparizione alle finali della Stanley Cup, la prima dopo la conquista del titolo avvenuta nella serie del 2004. Da allora la formazione fu sconfitta nelle finali di Conference nel 2011 dai Boston Bruins mentre fu eliminata al primo turno nel 2006, 2007 e 2014.
Tampa Bay concluse la stagione regolare con 108 punti chiudendo al secondo posto della Atlantic Division. Nel primo turno dei playoff i Lightning eliminarono i Detroit Red Wings per 4-3. Nel secondo turno invece sconfissero per 4-2 i Montreal Canadiens. Infine nelle finali della Eastern Conference i Lightning ebbero la meglio sui New York Rangers per 4-3 vincendo così il secondo titolo di Conference nella loro storia.

### Chicago Blackhawks
Per i Chicago Blackhawks si tratta della tredicesima apparizione alle finali della Stanley Cup, la terza in sei stagioni dopo i titoli vinti nel 2010 e nel 2013. L'anno precedente la squadra si era fermata alle finali di Conference dove furono sconfitti dai futuri campioni dei Los Angeles Kings.
Chicago concluse la stagione regolare al terzo posto della Central Division con 102 punti. Al primo turno dei playoff sconfissero i Nashville Predators per 4-2, mentre nel secondo turno superarono agilmente i Minnesota Wild sconfiggendoli per 4-0. Infine nella finale della Western Conference eliminarono gli Anaheim Ducks vincendo la serie 4-3.

## Serie

### Gara 1
| Arbitri: | Wes McCauley Kevin Pollock |

|                                 |           |               |
| Teräväinen 53:28 Vermette 55:26 | Marcatori | 04:31 Killorn |

### Gara 2
| Arbitri: | Dan O'Halloran Kelly Sutherland |

|                                            |           |                                                           |
| Shaw 23:04 Teräväinen 25:20 Seabrook 43:38 | Marcatori | 12:56 Paquette 26:52 Kučerov 33:58 Johnson 48:49 Garrison |

### Gara 3
| Arbitri: | Kevin Pollock Wes McCauley |

|                                           |           |                           |
| Callahan 05:09 Palát 44:27 Paquette 56:49 | Marcatori | 14:22 Richards 44:14 Saad |

### Gara 4
| Arbitri: | Dan O'Halloran Kelly Sutherland |

|               |           |                        |
| Killorn 31:47 | Marcatori | 26:40 Toews 46:22 Saad |

### Gara 5
| Arbitri: | Kevin Pollock Wes McCauley |

|                            |           |                |
| Sharp 06:11 Vermette 42:00 | Marcatori | 30:53 Filppula |

### Gara 6
| Arbitri: | Dan O'Halloran Kelly Sutherland |

|  |           |                        |
|  | Marcatori | 31:13 Keith 54:46 Kane |

## Roster dei vincitori
| Vincitori della Stanley Cup 2015 Chicago Blackhawks | Portieri: Scott Darling, Corey Crawford Difensori: Duncan Keith (A), Niklas Hjalmarsson, Brent Seabrook, Kyle Cumiskey, Johnny Oduya, Michal Rozsíval, Kimmo Timonen Attaccanti: Patrick Sharp (A), Andrew Desjardins, Marcus Krüger, Jonathan Toews (C), Brandon Saad, Kris Versteeg, Bryan Bickell, Andrew Shaw, Antoine Vermette, Marián Hossa, Teuvo Teräväinen, Patrick Kane, Brad Richards Staff Tecnico: Joel Quenneville (Allenatore), Kevin Dineen (Ass. allenatore), Mike Kitchen (Ass. Allenatore) |